# Zemsta kobiety w średnim wieku
Zemsta kobiety w średnim wieku – amerykański film obyczajowy z 2004 roku na podstawie książki Elizabeth Buchan.

## Główne role
- Christine Lahti - Rose
- Brian Kerwin - Nathan Lloyd
- Bryan Brown  - Hal Thorne
- Abby Brammell - Mindy
- Caroline Aaron - Madeleine
- Maggie Lawson - Rachel
- Cynthia Harris - Amelia
- Reid Scott - Sam

## Fabuła
Rose jest szczęśliwą matką i żoną. Po 20 latach małżeństwa odkrywa, że mąż ją zdradza. Kochanką jest jej sekretarka i najlepsza przyjaciółka. W otrząśnięciu się pomagają jej dzieci i przyjaciółki.